# Lučatín
Lučatín (in tedesco Lutschetein, in ungherese Lucsatő) è un comune della Slovacchia facente parte del distretto di Banská Bystrica, nella regione omonima.

## Storia
Fondato nel XIII secolo, conobbe un notevole sviluppo economico nel XVI secolo, quando vi vennero impiantate numerose fucine e vetrerie.